# Disforie
Termenul disforie se referă la o stare de nemulțumire, anxietate sau disconfort emoțional. În contextul tulburărilor psihice, disforia poate fi întâlnită în diverse afecțiuni, un exemplu notabil fiind disforia de gen.
Disforia poate fi întâlnită și în alte tulburări psihice, ca: tulburarea depresivă majoră, tulburarea bipolară sau tulburarea de anxietate. În general, termenul se referă la stări emoționale negative și poate varia în intensitate și cauză în funcție de contextul specific.
Disforia este o tulburare a dispoziției sufletești printr-o stare (penibilă) de tristețe și frică, însoțită uneori de iritabilitate extremă și de agresivitate. Este o stare opusă celei de euforie. Este o dispoziție afectivă astenică, implicând insatisfacție, impresii penibile, depresie și aceasta în mod trecător sau durabil.